# 佐伯啓思
佐伯 啓思（さえき けいし、1949年〈昭和24年〉12月31日 - ）は、日本の経済学者、思想家。京都大学名誉教授。専攻は社会経済学、社会思想史。
京都大学こころの未来研究センター特任教授。滋賀大学教授・京都大学教授等を歴任。
共生文明学、現代文明論、現代社会論といった国際文明学、文明論を研究している。第4期文部科学省中央教育審議会委員を務めた。
著書に『隠された思考』(1985年)、『現代日本のリベラリズム』(1996年)など。

## 来歴
奈良県奈良市に生まれる。父は教育学者の佐伯正一。1972年（昭和47年）、東京大学経済学部を卒業。1979年（昭和54年）、東京大学大学院経済学研究科理論経済学専攻博士課程単位取得退学。西部邁と村上泰亮に師事した。
1979年（昭和54年）、広島修道大学商学部講師。1981年（昭和56年）、滋賀大学経済学部助教授、同教授を経て、1993年（平成5年）から京都大学総合人間学部教授。1997年（平成9年）、京都大学大学院人間・環境学研究科教授。2015年（平成27年）、定年退職し、名誉教授になり、京都大学こころの未来研究センター特任教授に就任した。
表現者顧問、京の発言主幹を務める。また京都大学を定年退職直後に朝日新聞論評面で「異論のススメ」を担当開始した（2015年4月から2019年3月まで月イチ、以後は四半期に1度のスペシャル版）。2019年（令和元年）、自ら監修・編集・対談を行う総合文藝誌『ひらく』を刊行開始した。
2021年(令和3年)9月より、論壇チャンネル「ことのは」で番組（「佐伯啓思の現代文明論講義」）を配信中。

## 研究内容
- 当初はアダム・スミスやジョン・メイナード・ケインズなどに対する経済思想史や社会思想史の研究を専門としながら論壇誌などで時事問題について発言などを主としていたが、現在は大きなテーマでの文明論や日本思想史・日本哲学に軸足を移している。
- 東洋や日本の「無」の思想の意義を探り、小林秀雄や保田與重郎の思想、西田幾多郎の哲学、西谷啓治らによる「近代の超克」を手がかりにニヒリズムの克服を目指している[7]。

## 受賞歴
- 1985年（昭和60年） - 『隠された思考』でサントリー学芸賞を受賞[8]。
- 1994年（平成6年） - 『「アメリカニズム」の終焉』で第10回NIRA政策研究・東畑記念賞を受賞。
- 1997年（平成9年） - 『現代日本のリベラリズム』で第7回読売論壇賞を受賞。
- 2007年（平成19年） - 第23回正論大賞を受賞[9]。

## 著作

### 単著
- 『隠された思考 市場経済のメタフィジックス』筑摩書房、1985年6月。ISBN 978-4-480-85267-0。
  - 『隠された思考』筑摩書房〈ちくま学芸文庫〉、1993年3月。ISBN 4-480-08050-3。
- 『時間の身振り学 市場社会の表層へ』筑摩書房、1987年1月。ISBN 4-480-85353-7。
- 『擬装された文明 大衆社会のパラドックス』TBSブリタニカ、1988年。ISBN 4-484-88210-8。
- 『「シミュレーション社会」の神話 意味喪失の時代を斬る』日本経済新聞社、1988年10月。ISBN 4-532-09453-4。
- 『産業文明とポスト・モダン』筑摩書房、1989年5月。ISBN 4-480-85492-4。
  - 『現代社会論 市場社会のイデオロギー』講談社学術文庫、1994年12月。ISBN 4-06-159160-6。 - 佐伯 (1989)の増補。
- 『市場社会の経済学』新世社〈新経済学ライブラリ 17〉、1991年10月。ISBN 4-915787-17-6。 - 発売：サイエンス社。
- 『「アメリカニズム」の終焉 シヴィック・リベラリズム精神の再発見へ』TBSブリタニカ、1993年4月。ISBN 4-484-93210-5。 - 参考文献：pp.269-271。
  - 『「アメリカニズム」の終焉 シヴィック・リベラリズム精神の再発見へ』（増補版）TBSブリタニカ、1998年9月。ISBN 4-484-98210-2。
  - 『「アメリカニズム」の終焉』中央公論新社〈中公文庫〉、2014年10月。ISBN 978-4-12-206029-6。 - 佐伯 (1998b)の再刊。
- 『「欲望」と資本主義 終りなき拡張の論理』講談社現代新書、1993年6月。ISBN 4-06-149150-4。 - 参考文献：pp.220-221。
- 『イデオロギー／脱イデオロギー』岩波書店〈21世紀問題群ブックス 5〉、1995年11月。ISBN 4-00-004425-7。 - 参考文献：pp.201-204。
- 『現代日本のリベラリズム』講談社〈Kodansha philosophia〉、1996年4月。ISBN 4-06-208102-4。
- 『現代民主主義の病理 戦後日本をどう見るか』日本放送出版協会〈NHKブックス〉、1997年1月。ISBN 978-4-14-001788-3。
- 『「市民」とは誰か 戦後民主主義を問いなおす』PHP研究所〈PHP新書〉、1997年7月。ISBN 4-569-55695-7。
- 『現代日本のイデオロギー グローバリズムと国家意識』講談社〈Kodansha philosophia〉、1998年4月。ISBN 4-06-208998-X。 - 索引あり。
- 『アダム・スミスの誤算　幻想のグローバル資本主義 上』PHP研究所〈PHP新書〉、1999年6月。ISBN 4-569-60535-4。
  - 『アダム・スミスの誤算　幻想のグローバル資本主義 上』中央公論新社〈中公文庫〉、2014年3月。ISBN 978-4-12-205919-1。 - 佐伯 (1999a)の再刊。
- 『ケインズの予言　幻想のグローバル資本主義 下』PHP研究所〈PHP新書〉、1999年7月。ISBN 4-569-60675-X。
  - 『ケインズの予言　幻想のグローバル資本主義 下』中央公論新社〈中公文庫〉、2014年3月。ISBN 978-4-12-205920-7。 - 佐伯 (1999b)の再刊。
- 『貨幣・欲望・資本主義』新書館、2000年12月。ISBN 4-403-23083-0。
  - 『貨幣と欲望 資本主義の精神解剖学』ちくま学芸文庫、2013年6月。ISBN 978-4-480-09561-9。 - 佐伯 (2000b)を改題、補論を加える。
- 『国家についての考察』飛鳥新社、2001年8月。ISBN 4-87031-473-8。
- 『総理の資質とは何か 崩壊する小泉改革』小学館〈小学館文庫〉、2002年6月。ISBN 4-09-402736-X。
- 『新「帝国」アメリカを解剖する』筑摩書房〈ちくま新書〉、2003年5月。ISBN 4-480-06110-X。
- 『成長経済の終焉 資本主義の限界と「豊かさ」の再定義』ダイヤモンド社、2003年7月。ISBN 4-478-23129-X。
- 『砂上の帝国 アメリカ』飛鳥新社、2003年9月。ISBN 4-87031-581-5。
- 『人間は進歩してきたのか 「西欧近代」再考  現代文明論 上』PHP研究所〈PHP新書〉、2003年10月。ISBN 4-569-63188-6。 - 文献あり。
  - 『西欧近代を問い直す 人間は進歩してきたのか』PHP文庫、2014年11月。ISBN 978-4-569-76281-4。 - 佐伯 (2003e)の改題、修正。
- 『20世紀とは何だったのか 「西欧近代」の帰結 現代文明論 下』PHP研究所〈PHP新書〉、2004年5月。ISBN 4-569-63546-6。 - 文献あり。
  - 『20世紀とは何だったのか 西洋の没落とグローバリズム』PHP文庫、2015年3月。ISBN 978-4-569-76306-4。 - 佐伯 (2004b)の加筆、修正。
- 『自由とは何か 「自己責任論」から「理由なき殺人」まで』講談社現代新書、2004年11月。ISBN 4-06-149749-9。
- 『倫理としてのナショナリズム グローバリズムの虚無を超えて』NTT出版、2005年1月。ISBN 4-7571-4091-6。
  - 『倫理としてのナショナリズム　グローバリズムの虚無を超えて』中公文庫、2015年12月。ISBN 978-4-12-206209-2
- 『学問の力』NTT出版〈ライブラリーレゾナント〉、2006年4月。ISBN 4-7571-4135-1。
  - 『学問の力』筑摩書房〈ちくま文庫〉、2014年12月。ISBN 978-4-480-43232-2。 - 佐伯 (2006b)の加筆訂正。
- 『日本の愛国心 序説的考察』NTT出版、2008年3月。ISBN 978-4-7571-4175-9。
  - 『日本の愛国心　序説的考察』中公文庫、2015年6月。ISBN 978-4-12-206130-9
- 『自由と民主主義をもうやめる』幻冬舎新書、2008年11月。ISBN 978-4-344-98097-6。
- 『大転換 脱成長社会へ』NTT出版、2009年3月。ISBN 978-4-7571-2229-1。
  - 『大転換　脱成長社会へ』中公文庫、2016年6月。ISBN 978-4-12-206268-9
- 『日本という「価値」』NTT出版、2010年8月。ISBN 978-4-7571-4248-0。
- 『現代文明論講義 ニヒリズムをめぐる京大生との対話』ちくま新書、2011年6月。ISBN 978-4-480-06614-5。
- 『反・幸福論』新潮社〈新潮新書〉、2012年1月。ISBN 978-4-10-610450-3。
- 『経済学の犯罪 稀少性の経済から過剰性の経済へ』講談社現代新書、2012年8月。ISBN 978-4-06-288171-5。
  - 『経済学の思考法　稀少性の経済から過剰性の経済へ』講談社学術文庫、2020年11月。ISBN 978-4-06-521774-0。増訂版
- 『文明的野蛮の時代』NTT出版、2013年1月。ISBN 978-4-7571-4302-9。
- 『日本の宿命』新潮新書、2013年1月。ISBN 978-4-10-610502-9。
- 『正義の偽装』新潮新書、2014年1月。ISBN 978-4-10-610554-8。
- 『西田幾多郎 無私の思想と日本人』新潮新書、2014年10月。ISBN 978-4-10-610589-0。
- 『従属国家論 日米戦後史の欺瞞』PHP新書、2015年6月。ISBN 978-4-569-82539-7。
- 『さらば、資本主義』新潮新書、2015年10月。ISBN 978-4-10-610641-5。
- 『反・民主主義論』新潮新書、2016年10月。ISBN 978-4-10-610687-3。
- 『経済成長主義への訣別』新潮社〈新潮選書〉、2017年5月。ISBN 978-4-10-603802-0。
- 『さらば、民主主義 憲法と日本社会を問いなおす』朝日新聞出版〈朝日新書〉、2017年5月。ISBN 978-4-02-273717-5。
- 『「脱」戦後のすすめ』中央公論新社〈中公新書ラクレ〉、2017年11月。ISBN 978-4-12-150603-0。
- 『「保守」のゆくえ』中央公論新社〈中公新書ラクレ〉、2018年3月。ISBN 978-4-12-150615-3。
- 『死と生』新潮新書、2018年7月。ISBN 978-4-10-610774-0。
- 『異論のススメ　正論のススメ』エイアンドエフ〈A&F BOOKS〉、2018年11月。ISBN 978-4-909355-07-2。 - 新聞コラム集成
- 『近代の虚妄 現代文明論序説』東洋経済新報社、2020年10月。ISBN 978-4-492-22396-3。
- 『死にかた論』新潮選書、2021年5月。ISBN 978-4-10-603866-2。
- 『さらば、欲望　資本主義の隘路をどう脱出するか』幻冬舎新書、2022年5月。ISBN 978-4-344-98656-5。
- 『神なき時代の「終末論」 現代文明の深層にあるもの』PHP新書、2024年6月。ISBN 978-4-569-85736-7。

#### 講演冊子
- 『「こころ」を失った競争経済』國民會館〈國民會館叢書 72〉、2007年9月。 - 会期・会場：2007年（平成19年）4月14日、國民會館。
- 九州大学政治哲学リサーチコア 編『名著から探るグローバル化時代の市民像 九州大学公開講座講義録』花書院〈比較社会文化叢書 6〉、2007年3月。ISBN 978-4-903554-05-1。 - 文献あり。
- 『国際金融危機とグローバリゼーション.』農林水産奨励会〈農林水産叢書 no.60〉、2009年3月。
- 『現代文明の危機としての経済危機』佐伯啓思 述、科学技術振興機構社会技術研究開発センター〈社会技術レポート no.20.科学技術と知の精神文化：講演録 14〉、2010年8月。ISSN 1880-3687。 - 会期・会場：2009年（平成21年）5月21日、社会技術研究開発センター。

### 共著
- 間宮陽介、宮本光晴 ほか『命題コレクション経済学』筑摩書房、1990年2月。ISBN 4-480-85510-6。 - 各章末：参考文献。
- ひろさちや 共著『お金ってなんだろう』鈴木出版〈まんだらブックス 2〉、1992年11月。ISBN 4-7902-3007-4。
- 川勝平太 共著『静かなる革命 ポスト近代の志』リブロポート、1993年11月。ISBN 4-8457-0874-4。
- 小林よしのり、西部邁、福田和也 共著『国家と戦争 徹底討議』飛鳥新社、1999年6月。ISBN 4-87031-371-5。
- 筒井清忠、吉田和男、中西輝政 共著『優雅なる衰退の世紀』文藝春秋、2000年1月。ISBN 4-16-355910-8。
- 加地伸行、小浜逸郎、西部邁 ほか『この思想家のどこを読むのか 福沢諭吉から丸山真男まで』洋泉社〈新書y 025〉、2001年2月。ISBN 4-89691-518-6。
- 西部邁、佐藤光 ほか『新しい公民教科書 市販本』扶桑社、2001年6月1日。ISBN 4-594-03156-0。
- 国土交通省国土計画局 編『首都機能移転オンライン講演集』国土交通省国土計画局、2001年12月。
  - 国土交通省国土計画局首都機能移転企画課 編『国会等の移転オンライン講演集』国土交通省国土計画局首都機能移転企画課、2003年3月。ISBN 4-907742-11-8。 - 国土交通省国土計画局 編 (2001)の増補版。
- 福田和也、絓秀実、西部邁 共著『テロルと国家 徹底討議』飛鳥新社、2002年4月。ISBN 4-87031-499-1。
- 世界秩序研究会 編『拡大するEUと今後の課題 研究報告書』世界経済情報サービス、2004年3月。ISBN 4-88214-520-0。
- 鈴木信雄, 塩沢由典, 八木紀一郎, 大田一廣, 大森郁夫, 坂本達哉, 吉田雅明, 橋本努 編『経済学の現在』 2巻、吉田雅明 責任編集、日本経済評論社〈経済思想 第2巻〉、2005年1月。ISBN 4-8188-1731-7。 - 文献あり。
- 世界秩序研究会 編『EU拡大と対内・対外関係 研究報告書』世界経済情報サービス、2005年3月。ISBN 4-88214-596-0。 - 会期・会場：2005年2月4日世界貿易センタービル39階オリオンルーム。
- 大澤真幸 共著『テロの社会学』新書館、2005年11月。ISBN 4-403-23104-7。
- 世界秩序研究会 編『グローバル化時代の国際秩序と地域の研究 研究報告書』世界経済情報サービス、2006年3月。ISBN 4-86226-055-1。
- 長谷川三千子、竹田青嗣、小浜逸郎 共著『自由は人間を幸福にするか』ポット出版、2007年5月。ISBN 978-4-7808-0103-3。 - 文献あり。
- 大内裕和 編著『愛国心と教育』広田照幸 監修、日本図書センター〈リーディングス日本の教育と社会 第5巻〉、2007年6月。ISBN 978-4-284-30120-6。 - 文献あり。
- 御厨貴 ほか『共同研究 団塊の世代とは何か』講談社、2008年4月。ISBN 978-4-06-214432-2。 - 著者：御厨貴・佐伯啓思・佐藤俊樹・平野啓一郎・苅部直・若宮啓文・飯尾潤・張富士夫・松原隆一郎・嶋中雄二・関川夏央・山田昌弘・残間里江子・細川興一・森信茂樹。
- E.トッド ほか 著「「経済」という観念自体の転換」、藤原書店編集部 編『「アメリカ覇権」という信仰 ドル暴落と日本の選択』藤原書店、2009年7月。ISBN 978-4-89434-694-9。
- 三浦雅士 共著『資本主義はニヒリズムか』新書館、2009年10月。ISBN 978-4-403-23118-6。
- 「愛国心について」『資料で読む戦後日本と愛国心』 第3巻、市川昭午 監修・編集、日本図書センター、2009年2月。ISBN 978-4-284-50108-8。 - 文献あり。
- 西田昌司、西部邁 共著『保守誕生 日本を陥没から救え』ジョルダン〈ジョルダンブックス〉、2010年3月。ISBN 978-4-915933-32-5。 - 奥付のタイトル（誤植）：保守再生。
- 高橋義人・京都大学大学院『人環フォーラム』編集委員会 編『教養のコンツェルト 新しい人間学のために』人文書館、2011年4月。ISBN 978-4-903174-25-9。
- 大木充、西山教行 編「今日の世界情勢と外国語を学ぶということ」『マルチ言語宣言 なぜ英語以外の外国語を学ぶのか』京都大学学術出版会、2011年6月。ISBN 978-4-87698-568-5。 - 文献あり。
- 毎日新聞夕刊編集部 編『〈3・11後〉忘却に抗して 識者53人の言葉』現代書館、2012年12月。ISBN 978-4-7684-5690-3。
- 佐伯啓思 述「特別講演.日本経済・その混迷をもたらしたもの」『これからの社会保障を考える 平成24年度医療政策シンポジウム』日本医師会、2013年7月。 - 会期・会場：2013年（平成25年）3月6日、日本医師会館大講堂。佐伯啓思 ほか述「これからの社会保障を考える」を収録。
- 科学技術振興機構社会技術研究開発センター 編「現代文明の危機としての経済危機」『科学技術と知の精神文化』 5巻、丸善プラネット（出版）丸善出版（発売）、2013年12月。ISBN 978-4-86345-186-5。 - 佐伯啓思 ほか 著「社会と科学」を収録。
- 日本文藝家協会 編「土下座ブーム」『ベスト・エッセイ ＝THE BEST ESSAY』 2014巻、光村図書出版、2014年6月。ISBN 978-4-89528-737-1。
- 文藝春秋 編「誰がための「構造改革」か」『常識の立場 「文藝春秋」傑作論選』文藝春秋〈文春学藝ライブラリー. 思想 11〉、2014年10月。ISBN 978-4-16-813027-4。
- 日本経済新聞社 編「F・A・ハイエク」『経済学41の巨人 古典から現代まで』日本経済新聞出版社、2014年10月。ISBN 978-4-532-35614-9。 - 文献あり。
- 佐伯啓思 述 著「会社人間のすすめ」、経団連出版 編『新入社員に贈る言葉』 ［2015］、経団連出版、2015年1月。ISBN 978-4-8185-1406-5。
- 佐伯啓思 述 著「沖縄問題の根源「日米戦後史の欺瞞」を語る」、月刊フォーNET「沖縄両論」取材班 編『沖縄両論 誰も訊かなかった米軍基地問題』春吉書房、2016年9月。ISBN 978-4-8021-3032-5。
- 佐伯啓思 著「「拡張」から「循環・共生」の論理へ」、広井良典、大井浩一 編『2100年へのパラダイム・シフト 日本の代表的知性50人が、世界/日本の大変動を見通す』作品社、2017年3月。ISBN 978-4-86182-597-2。
- 佐伯啓思 述 著「「知る」ことと「考える」こと」、桐光学園中学校・高等学校 編『高校生と考える人生のすてきな大問題』左右社〈桐光学園大学訪問授業〉、2017年4月。ISBN 978-4-86528-161-3。
- 中島岳志 編「「アメリカニズム」の終焉〈抄〉」『リーディングス戦後日本の思想水脈 7』岩波書店、2017年6月。ISBN 978-4-00-027039-7。
- 「アメリカニズムの終焉」『アステイオン創刊30周年ベスト論文選1986-2016 冷戦後の世界と平成 1』山崎正和、田所昌幸 総監修、CCCメディアハウス、2017年11月。ISBN 978-4-484-17240-8。
- 青木保、佐伯啓思、五百旗頭真 述「アジアの日本・日本のアジア」『アステイオン創刊30周年ベスト論文選1986-2016 冷戦後の世界と平成 2』山崎正和、田所昌幸 総監修、CCCメディアハウス、2017年11月。ISBN 978-4-484-17241-5。

### 共編著
- 青木保 共編著『「アジア的価値」とは何か』ティビーエス・ブリタニカ、1998年3月。ISBN 4-484-98201-3。
- 松原隆一郎 共編著『〈新しい市場社会〉の構想 信頼と公正の経済社会像』新世社（出版）サイエンス社（発売）〈ライブラリ社会科学のヴィジョン 1〉、2002年6月。ISBN 4-88384-042-5。
- 松原隆一郎 共編著『共和主義ルネサンス 現代西欧思想の変貌』NTT出版、2007年8月。ISBN 978-4-7571-4159-9。
- 柴山桂太 共編『現代社会論のキーワード 冷戦後世界を読み解く』ナカニシヤ出版、2009年6月。ISBN 978-4-7795-0360-3。 - 索引あり。
- 西部邁 共編 編『危機の思想』NTT出版、2011年8月。ISBN 978-4-7571-4276-3。 - 執筆：西部邁ほか。
- 西部邁、富岡幸一郎 共編 編『「文明」の宿命 ＝Fate and Destiny of Civilization』NTT出版、2012年1月。ISBN 978-4-7571-4288-6。 - 執筆：西部邁ほか。
- 『高校生のための人物に学ぶ日本の思想史』ミネルヴァ書房〈シリーズ・16歳からの教養講座〉、2020年12月。ISBN 978-4-623-09034-1

### 監修
- 『ひらく』 1 特集1日本文化の根源へ 特集2現代という病、佐伯啓思 監修、エイアンドエフ〈A&F BOOKS〉、2019年5月22日。ISBN 978-4909355102。
- 『ひらく』 2 特集1日本人の自然観・死生観 特集2現代という病、佐伯啓思 監修、エイアンドエフ〈A&F BOOKS〉、2019年12月6日。ISBN 978-4909355140。
- 『ひらく』 3 特集1新・経済学批判 特集2仏教と日本人、佐伯啓思 監修、エイアンドエフ〈A&F BOOKS〉、2020年6月15日。ISBN 978-4909355188。
- 『ひらく』 4 特集1日本精神の根源 特集2レオ・シュトラウスとは何者か、佐伯啓思 監修、エイアンドエフ〈A&F BOOKS〉、2020年12月4日。ISBN 978-4909355218。
- 『ひらく』 5 特集1「アメリカ」とは何か？ 特集2コロナ後の人生哲学、佐伯啓思 監修、エイアンドエフ〈A&F BOOKS〉、2021年6月15日。ISBN 978-4909355256。
- 『ひらく』 6 特集1日本近代の思想、佐伯啓思 監修、エイアンドエフ〈A&F BOOKS〉、2021年12月22日。ISBN 978-4909355287。